# Lista dos vencedores do Kerrang! Awards
Este artigo lista os apresentadores, locais e os vencedores do Kerrang! Awards de 1999 a 2019.Não houve vencedores em 2020 e 2021.

## 2013
Data: 13 de junho de 2013
Local: The Troxy
Apresentadores: Scott Ian e Mark Hoppus
- Melhor Evento: You Me at Six – The Final Night of Sin
- Melhor Estreante Britânica: Lower Than Atlantis
- Melhor Estreante Internacional: Of Mice & Men
- Prêmio Implacável: Young Guns
- Melhor Vídeo: Pierce the Veil (featuring Kellin Quinn) – "King for a Day"
- Melhor Single: Fall Out Boy – "The Phoenix"
- Melhor Álbum: Biffy Clyro – Opposites
- Melhor Banda Ao Vivo: Black Veil Brides
- Kerrang! Inspiração: Iron Maiden
- Kerrang! Ícone: Venom
- Melhor Banda Internacional: All Time Low
- Melhor Banda Britânica: Bring Me the Horizon
- Kerrang! Hall da Fama: Pantera
- Kerrang! Serviço ao Rock: Queen
- Kerrang! Lenda: Slayer
- Melhor Show de TV: Doctor Who
- Melhor Videogame: BioShock Infinite
- Melhor Filme: The Hobbit: An Unexpected Journey
- Melhor Comediante: Louis C.K.
- Tweeter do ano: Gerard Way
- Mulher Mais Linda: Lzzy Hale, Halestorm
- Homem Mais Lindo: Ben Bruce, Asking Alexandria
- Melhor Festival: Download Festival

## 2012
Data: 7 de junho de 2012
Local: The Brewery
Apresentadores: Scott Ian e Corey Taylor
- Melhor Revelação Britânica: While She Sleeps
- Kerrang! Serviço ao Rock: Tenacious D
- Melhor Single: Black Veil Brides - "Rebel Love Song"
- Melhor Álbum: Mastodon - "The Hunter"
- Prêmio Devoção: The Blackout
- Kerrang! Serviço ao Metal: Download Festival
- Melhor Videoclipe: Bring Me the Horizon - "Alligator Blood"
- Melhor Banda Em Performance Ao Vivo: Enter to Shikari
- Melhor Banda Internacional: My Chemical Romance
- Melhor Banda Britânica: You Me at Six
- Kerrang! Hall da Fama: Machine Head
- Kerrang! Icone: Slash
- Kerrang! Inspiração: Black Sabbath
- Melhor Estreante Internacional: Falling in Reverse
- Melhor Show da TV: Game of Thrones
- Melhor Videogame: The Elder Scrolls V: Skyrim
- Melhor Filme: The Hunger Games
- Melhor Comediante: Russel Howard
- Mulher Mais Linda: Lzzy Hale do Halestorm
- Homem Mais Lindo: Ben Bruce do Asking Alexandria
- Vilão do Ano: Justin Bieber
- Herói do Ano: Rou Reynolds do Enter Shikari
- Melhor Festival: Download Festival

## 2011
Data: 9 de junho de 2011
Local: The Brewery
Apresentadores: Scott Ian e Corey Taylor
- Melhor Estreante Britânico: Asking Alexandria
- Melhor Estreante Internacional: Black Veil Brides
- Prêmio de Devoção: Skindred
- Melhor Single: Hurricane" - 30 Seconds to Mars
- Melhor Videoclipe: "Na Na Na (Na Na Na Na Na Na Na Na Na)" – My Chemical Romance
- Melhor Compositor: Biffy Clyro
- Melhor Álbum: There Is A Hell, Believe Me I've Seen It. There Is A Heaven, Let's Keep It A Secret – Bring Me the Horizon
- Melhor Performance Ao Vivo: All Time Low
- Melhor Banda Britânica: You Me at Six
- Melhor Banda Inernacional: 30 Seconds to Mars
- Kerrang! Lenda: Ozzy Osbourne
- Kerrang! Hall da Fama: Korn
- Kerrang! Inspiração: Def Leppard
- Kerrang! Ícone: Alice Cooper

## 2010
Data: 29 de julho de 2010
Local: The Brewery
Apresentadores: Scott Ian e Corey Taylor
- Melhor Estreante Britânico: Rise to Remain
- Melhor Estreante Internacional: Trash Talk
- Melhor Single: "Liquid Confidence" – You Me at Six
- Melhor Videoclipe: "The Captain" – Biffy Clyro
- Melhor Álbum: Brand New Eyes – Paramore
- Melhor Banda Ao Vivo: Bullet for My Valentine
- Melhor Banda Internacional: 30 Seconds to Mars
- Melhor Banda Britânica: Bullet for My Valentine
- Melhor Compositor: Lostprophets
- Kerrang! Inspiração: Rammstein
- Kerrang! Serviços ao Metal: Paul Gray
- Kerrang! Ícone: Ronnie James Dio
- Kerrang! Hall da Fama: Motley Crue

## 2009
Data: 3 de agosto de 2009

Local: The Brewery
Apresentadores: Scott Ian e Corey Taylor
- Melhor Estreante Britânica: In Case of Fire
- Melhor Estreante Internacional: The Gaslight Anthem
- Melhor Single: "Omen" – The Prodigy
- Melhor Videoclipe: "Oblivion" – Mastodon
- Melhor Compositor: Linkin Park
- Espírito da Independência: The Wildhearts
- Kerrang! Ícone: Alice in Chains
- Melhor Álbum: Death Magnetic – Metallica
- Melhor Performance Ao Vivo: Slipknot
- Kerrang! Inspiração: Machine Head
- Hall da Fama: Limp Bizkit
- Melhor Banda Britânica: Bullet for My Valentine
- Melhor Banda Internacional: Slipknot

## 2008
Data: 21 de agosto de 2008
Local: The Brewery
Apresentador: Scott Ian
- Melhor Estreante Internacional: Black Tide
- Melhor Estreante Britânico: Slaves to Gravity
- Kerrang! Ícone: Slipknot
- Melhor Videoclipe: "Feathers" – Coheed and Cambria
- Melhor Single: "From Yesterday" – 30 Seconds to Mars
- Melhor Álbum: Avenged Sevenfold – Avenged Sevenfold
- Melhor Performance Ao Vivo: Machine Head
- Melhores Composições: Def Leppard
- Espírito da Independência: The Dillinger Escape Plan
- Melhor Banda Britânica: Bullet for My Valentine
- Melhor Banda Internacional: 30 Seconds to Mars
- Kerrang! Inspiração: Metallica

## 2007
Data: 23 de agosto de 2007
Local: The Brewery
Apresentador: Scott Ian
- Melhor Estreante Britânica: Gallows
- Melhor Estreante Internacional: Madina Lake
- Melhor Performance Ao Vivo: Enter Shikari
- Melhor Single: "The Kill" – 30 Seconds to Mars
- Melhor Álbum: The Blackening – Machine Head
- Melhor Videoclipe: "This Ain't a Scene, It's an Arms Race" – Fall Out Boy
- Melhor Banda Britânica: Lostprophets
- melhor Banda Internacional: My Chemical Romance
- Melhores Composições: Deftones
- Espírito da Independência: Enter Shikari
- Herói do Hard Rock: Machine Head
- Kerrang! Ícone: Nine Inch Nails
- Hall da Fama: Judas Priest

## 2006
Data: 24 de agosto de 2006
Local: The Brewery
Apresentador: Stuart Cable
- Melhor Banda do Planeta: My Chemical Romance]
- Melhor Banda Britânica: Lostprophets
- Melhor Performance Ao Vivo: Muse
- Melhor Álbum: Liberation Transmission – Lostprophets
- Melhor Single: "Tears Don't Fall" – Bullet for My Valentine
- Melhor Videoclipe: "Sugar, We're Going Down" – Fall Out Boy
- Melhor Estreante Britânica: Bring Me the Horizon
- Melhor Estreante Internacional: Aiden
- Melhores Composições: Placebo
- Espírito da Independência: The Prodigy
- Kerrang! Hall da Fama: Slayer
- Kerrang! Lenda: Angus Young (AC/DC)

## 2005
Data: 25 de agosto de 2005
Local: The Brewery
Apresentador: Juliette Lewis e Stuart Cable
- Melhor Banda do Planeta: Green Day
- Melhor Estreante Britânica: Bullet for My Valentine
- Melhor Estreante Internacional: Trivium
- Melhores Composições: Trent Reznor (Nine Inch Nails)
- Melhor Videoclipe: "Helena" – My Chemical Romance
- Realização de Vida: Killing Joke
- Melhor Banda Britânica: Funeral for a Friend
- Melhor Single: "Best of You" – Foo Fighters
- Melhor Álbum: Three Cheers for Sweet Revenge – My Chemical Romance
- Melhor Performance Ao Vivo: Green Day
- Serviços ao Metal: Roadrunner Records
- Prêmio Ícone: Marilyn Manson
- Hall da Fama: Iron Maiden

## 2004
Data: 26 de agosto de 2004
Local: The Brewery
Apresentador: Stuart Cable
- Melhor Estreante Britânica: Yourcodenameis:Milo
- Melhor Estreante Internacional: Velvet Revolver
- Melhor Single: "Last Train Home" – Lostprophets
- Melhor Álbum: Absolution – Muse
- Prêmio Ícone: MC5
- Melhor Videoclipe: "Funeral of Hearts" – HIM
- Melhor Performance Ao Vivo: The Darkness
- Espírito do Rock: Anthrax
- Melhores Composições: Ash
- Melhor Banda Britânica: The Darkness
- Melhor Banda do Planeta : Metallica
- Hall da Fama: Green Day

## 2003
Data: 21 de agosto de 2003
- Melhor Single: "Lifestyles of the Rich & Famous" – Good Charlotte
- Melhor Videoclipe: "Gay Bar" – Electric Six
- Evento do Ano: Download Festival
- Melhores Composições: Red Hot Chili Peppers
- Espírito da Independência: Turbonegro
- Melhor Atuação: The Darkness
- Espírito do Rock: Jackass
- Melhor Estreante Internacional: Evanescence
- Melhor Estreante Britânica: Funeral for a Friend
- Melhor Álbum: Permission to Land – The Darkness
- Melhor Banda Britância: Feeder
- Melhor Atuação Internacional: Linkin Park
- Hall da Fama: Metallica

## 2002
Data: 27 de agosto de 2002
- Melhor Estreante Internacional: Sum 41
- Melhor Single: "Blurry" – Puddle of Mudd
- Melhores Composições: The Offspring
- Melhor Performance Ao Vivo: Muse
- Melhor Videoclipe: "Tainted Love" – Marilyn Manson
- Melhor Banda Britânica: A
- Melhor Atuação Internacional Ao Vivo: Rammstein
- Melhor Estreante Britânico: The Cooper Temple Clause
- Melhor Álbum: Ideas Above Our Station – Hundred Reasons
- Melhor Banda do Mundo: Red Hot Chili Peppers
- Espírito da Independência: Alec Empire
- Hall da Fama: Foo Fighters

## 2001
Data: 28 de agosto de 2001
- Melhor Atuação Britânica Ao Vivo: Feeder
- Melhor Atuação Internacional Ao Vivo: Papa Roach
- Melhor Estreante Britânico: Lostprophets
- Espírito da Independência: Less Than Jake
- Melhor Banda Britânica: Muse
- Melhor Single: "Heaven is a Halfpipe" – OPM
- Melhor Estreante Internacional: Linkin Park
- Melhor Videoclipe: "Last Resort" – Papa Roach
- Melhores Composições: Green Day
- Melhor Álbum: Holy Wood (In the Shadow of the Valley of Death) – Marilyn Manson
- Melhor Banda do Planeta: Slipknot
- Hall da Fama: Iggy Pop

## 2000
Data: Agosto de 2000
Local: Hammersmith Palais
- Melhor Estreante  Internacional: Queens of the Stone Age
- Melhor Estreante Britânico: Hundred Reasons
- Kerrang! Prêmio de Criatividade: Ross Robinson
- Espírito da Independência: Napalm Death
- Melhor Videoclipe: "All the Small Things" – Blink 182
- Melhor Single: "Wait and Bleed" – Slipknot
- Melhor Álbum : White Pony – Deftones
- Melhor Atuação Britânica Ao Vivo: One Minute Silence
- Melhor Atuação Internacional Ao Vivo: Slipknot
- Melhores Composições: Foo Fighters
- Melhor Banda Britânica: Stereophonics
- Melhor Banda do Planeta: Slipknot
- Hall da Fama: Marilyn Manson
- Prêmio K de Prata: Motörhead

## 1999
Data: Agosto de 1999
- Melhor Estreante Britânico: Cay
- Melhor Atuação Internacional Ao Vivo: System of a Down
- Melhor Estreante Internacional: Buckcherry
- Melhor Single: "Tequilla" – Terrorvision
- Melhor Álbum: Performance and Cocktails – Stereophonics
- Melhor Videoclipe: "Pretty Fly (For a White Guy)" – The Offspring
- Espírito da Independência: The Hellacopters
- Artista do Milênio: Black Sabbath
- Melhor Banda Britânica: Stereophonics
- Melhores Composições: Dave Mustaine (Megadeth)
- Melhor Banda do Mundo: Marilyn Manson
- hall da Fama: Jimmy Page (Led Zeppelin)